# Artículo 12 de la Constitución de Costa Rica

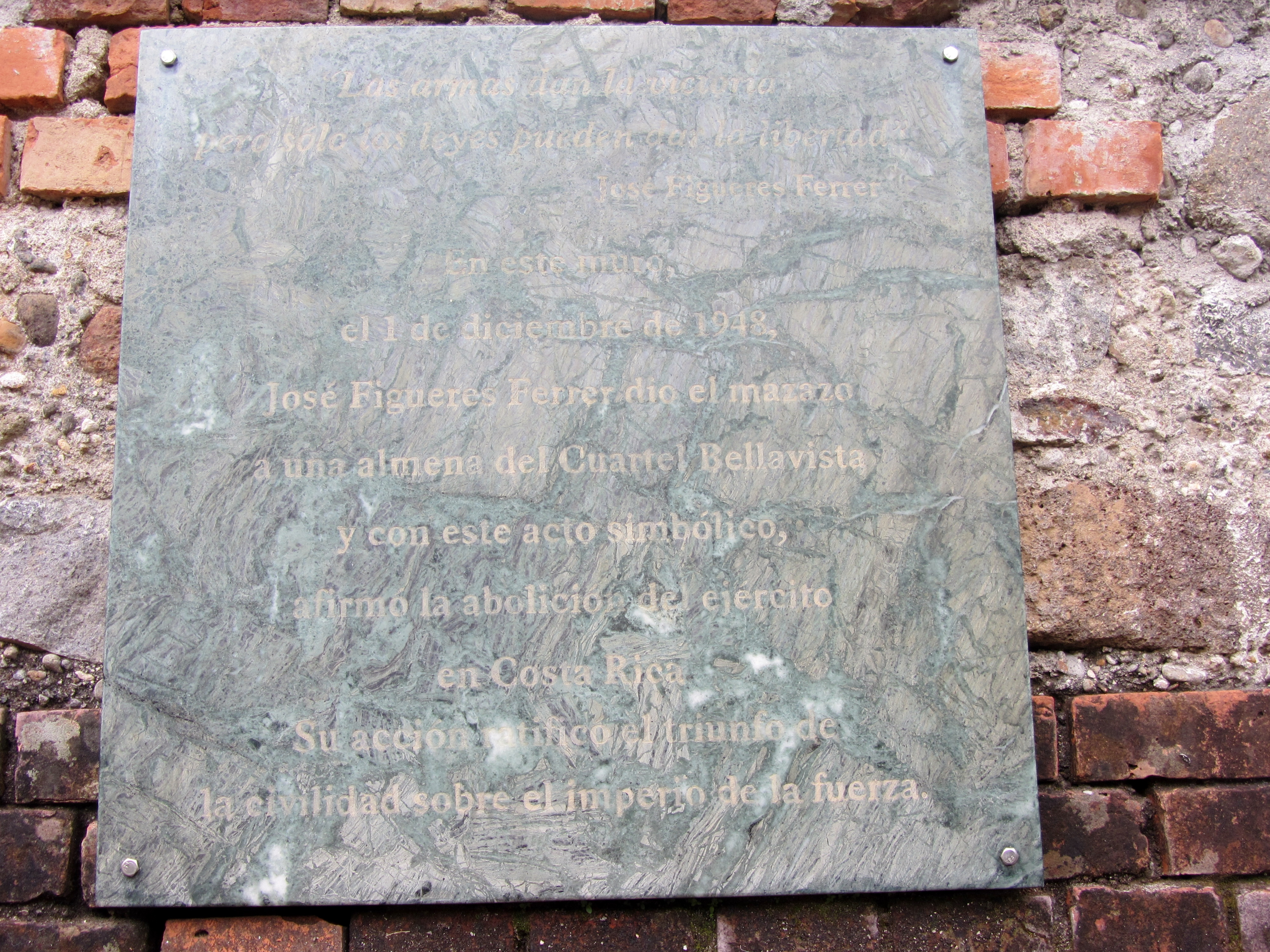
Placa conmemorativa en el Museo Nacional

El Artículo 12 de la Constitución Política de Costa Rica es el artículo que elimina el ejército de Costa Rica como una institución permanente, convirtiendo a Costa Rica en uno de los primeros países del mundo en hacerlo, ya que la Constitución se promulgó en 1949. Costa Rica es uno de los pocos países que no tienen fuerzas armadas y, junto con Panamá, uno de los pocos que no es un microestado. Sin embargo, al igual que Panamá, Costa Rica tiene capacidades militares limitadas con sus Fuerzas Públicas que tienen funciones de policía y defensa y han participado en operaciones militares desde 1949.
Contrariamente a la creencia popular, el artículo realmente no suprime completamente al ejército, solo establece que el ejército no puede ser una organización permanente. El artículo establece que Costa Rica puede crear un ejército para la defensa nacional o para la cooperación internacional, pero también aclara que siempre será sometido a la autoridad civil.
La fecha de la abolición del ejército de Costa Rica se celebra en Costa Rica como una fiesta nacional.

## Texto
Se proscribe el Ejército como institución permanente. Para la vigilancia y conservación del orden público, habrá las fuerzas de policía necesarias. Sólo por convenio continental o para la defensa nacional podrán organizarse fuerzas militares; unas y otras estarán siempre subordinadas al poder civil; no podrán deliberar, ni hacer manifestaciones o declaraciones en forma individual o colectiva.

## Historia

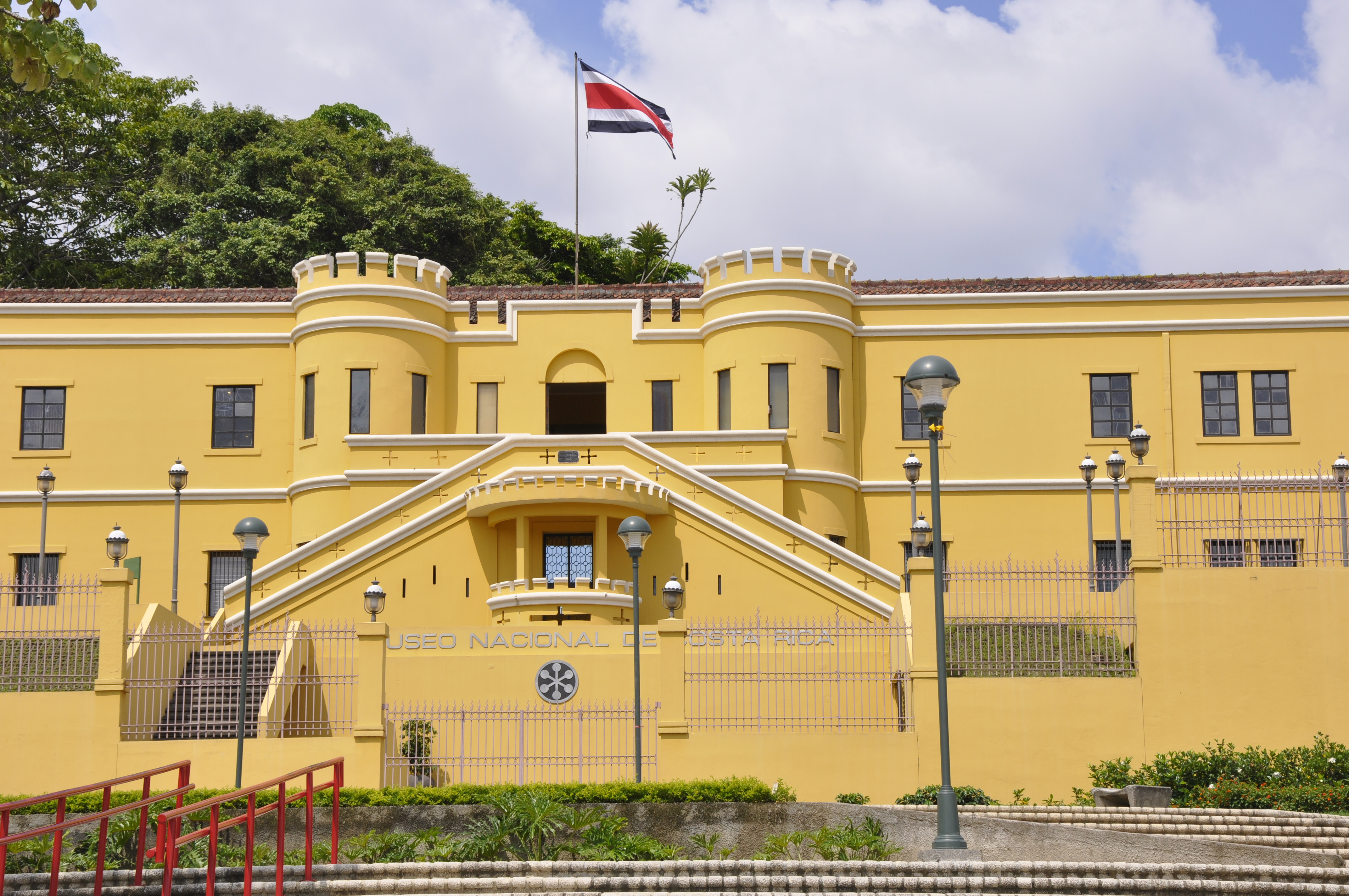
Cuartel Bellavista

El ejército de Costa Rica fue abolido poco después del final de la guerra civil de 1948 por decisión de la Asamblea Constituyente y la promulgación de la Constitución el 31 de octubre de 1949. La sede del Ejército de Costa Rica, el Cuartel Bellavista se transfiere a la Universidad de Costa Rica y es donde actualmente se encuentra el Museo Nacional de Costa Rica.
Aunque varias figuras han afirmado la autoría de la idea, generalmente se acredita a José Figueres Ferrer por su abolición. Si bien algunos críticos señalan sus motivaciones más como un esfuerzo por evitar un golpe de Estado inminente (y, de hecho, Costa Rica no ha tenido un golpe de Estado desde 1949, algo inusual para la región) se han señalado otras razones, entre ellas el hecho de que el ejército en ese momento era hecho principalmente de mercenarios extranjeros de la Legión del Caribe o que era obsoleto y un gasto innecesario de recursos que se redirigieron a la educación y la salud.
A pesar de esto, la mayoría de los costarricenses en general se muestran orgullosos de este evento y el país tiene una cultura pacifista y antimilitarista muy arraigada.

## Críticas
Las críticas sobre el tema se dividen generalmente en dos bandos. Por un lado, los críticos de izquierdas cuestionan la efectividad de la medida y consideran que la abolición del ejército por parte de Costa Rica fue solo de nombre, y que, para todos los efectos, Costa Rica todavía tiene una pseudo milicia en las Fuerzas Públicas, que no solo se usan para la represión interna como cualquier otro ejército, sino que también se involucran en operaciones militares nacionales e internacionales lideradas por Estados Unidos.
La crítica opuesta proviene principalmente de los círculos de extrema derecha que cuestionan la decisión de no tener un ejército y abogan por su reinstalación.